# Smogóry (województwo lubuskie)
Smogóry (niem. Schmagorei, Treuhofen) – wieś w Polsce położona w województwie lubuskim, w powiecie słubickim, w gminie Ośno Lubuskie.
Miejscowość położona jest przy drodze lokalnej Radachów – Smogóry – Lubień, w pobliżu drogi wojewódzkiej nr 137.

## Historia
Najstarsze wzmianki o wsi pochodzą z 1405 r., kiedy istniała już parafia i kościół. Jednak osada jest prawdopodobnie dużo starsza i była założona przez plemię Lubuszan. Wieś początkowo nazywała się – Schmagorei co w języku łużyckim oznacza osadę nad torfowiskiem.
W Smogórach funkcjonowała podziemna kopalnia węgla brunatnego, w latach 1860–1945 pod nazwą Oskar, a następnie do 1961 r. jako kopalnia Smogóry, we wsi znajdowała się także fabryka brykietów. Zachowały się ruiny XVIII-wiecznego pałacu (przebudowanego w drugiej połowie XIX w.) oraz parku z fontanną i stawem. Kościół gotycki oraz oddalony o 600 m., duży cmentarz parafialny z resztkami nagrobków ewangelickich.
Dawniej we wsi znajdowała się piekarnia, restauracja, urząd pocztowy i stacja kolejowa. Stał też pomnik żołnierzy z I wojny światowej. We wsi znajdują się dwa budynki szkół (tysiąclatka i przedwojenny, przerobiony na plebanię).
Wieś została rozbudowana w latach 30. i 80. XX w.
W latach 1975–1998 miejscowość administracyjnie należała do województwa gorzowskiego.

## Zabytki
Do wojewódzkiego rejestru zabytków wpisany jest:
- kościół filialny pod wezwaniem Najświętszego Serca Jezusa, murowano-drewniany, gotycki z XV wieku, 1702 roku. W XVI wieku podczas reformacji przechodzi w ręce protestantów. Kościół w XIX wieku przebudowany. Od 1945 roku rzymskokatolicki

inne zabytki:
- pałac z XVIII wieku.

## Sport
W miejscowości działa piłkarski Klub Sportowy „Smogórzanka” Smogóry, który przez długi okres był rezerwami Spójni Ośno Lubuskie. Klub został założony w 1960 roku i występuje w B-klasie.